# Cratere Angström
Angström è un piccolo cratere lunare situato tra l'Oceanus Procellarum (a ovest) e il Mare Imbrium (a est). A sud di esso si trova la catena montuosa denominata Montes Harbinger. Ad est sono presenti alcuni dorsa, tra cui il Dorsum Bucher e i Dorsa Argand.
Questo cratere è a forma di conca, con un bordo circolare e pareti interne che discendono nel piccolo fondo centrale. Ha un'albedo più alta dei mari circondanti.
Il cratere è dedicato al fisico svedese Anders Jonas Ångström.

## Crateri correlati
Alcuni crateri minori situati in prossimità di Angström sono convenzionalmente identificati, sulle mappe lunari, attraverso una lettera associata al nome.
| Angström | Coordinate            | Diametro (in km) |
| -------- | --------------------- | ---------------- |
| A        | 30°55′12″N 41°09′00″W | 5,69             |
| B        | 31°45′36″N 44°11′24″W | 5,56             |